# Илия Йосифов (революционер)
Вижте пояснителната страница за други личности с името Илия Йосифов.
Илия Йосифов Митрев е български революционер, деец на Вътрешната македоно-одринска революционна организация.

## Биография
Йосифов е роден в град Охрид, тогава в Османската империя. Син е на Баба Кръста Йосифова (? - 4 март 1929), чиято къща е основна квартира на ВМОРО в града, и която е многократно задържана от турските и сръбските власти. Брат е на Наум Йосифов и Владимир Йосифов, също участници в революционното движение. Влиза във ВМОРО и първоначално е терорист на организацията. В 1907 година става четник и е помощник на войводата Славейко Пирчев.
В 1909 година по време на младотурския режим е арестуван, осъден на 3 години и затворен в Битоля. След освобождението си в началото на 1912 година Йосифов участва в атентата в „Банк Салоник“ в Битоля, излиза в нелегалност и става битолски полски войвода. Участва в Балканската война в Трета отделна партизанска рота на Македоно-одринското опълчение, начело с Петър Чаулев, участвала в освобождаването на Битоля. След избухването на Междусъюзническата война в 1913 година сръбските власти го арестуват. След освобождението си, при избухването на Охридско-Дебърското въстание събира чета от 10-12 души. След предателство, невъоръжената чета е заловена. След една година мъчения, Йосифов е осъден на 1 година затвор. На 3 септември 1914 година окован е отведен в Прилепския затвор и на следния ден е убит край ханчето „Зър попе“ в планината Бабуна.